# 第二次意大利獨立戰爭
第二次義大利獨立戰爭，也稱為法奧戰爭、薩奧戰爭或是1859年義大利戰爭（法語：Campagne d'Italie de 1859），交戰雙方為法國-薩丁尼亞聯軍和奧地利帝國，這場戰爭在意大利的統一過程扮演了重要的角色。

## 背景
在第一次義大利獨立戰爭慘敗給奧地利後，皮埃蒙特人瞭解到需要有盟友來支持他們。皮埃蒙特-薩丁尼亞王國的首相卡米洛·奔索，加富爾伯爵也因此向其他歐洲列強尋求協助，特別是透過參予克里米亞戰爭的方式。戰後在巴黎舉行的和平會議中，加富爾試圖讓其他列強對他們國家的統一有所關注與支持。他發現英法兩國雖然同情薩國的處境，但卻不願意違背奧國的意願，去幫助薩國奪占倫巴底和威尼西亞兩塊奧國領土以統一義大利。會後，拿破崙三世和加富爾私下的一些討論中（儘管那未經正式確認），讓加富爾覺得法國是最有可能協助義大利的列強候選。
1858年1月14日，義大利燒炭黨黨員费利切·奥尔西尼試圖刺殺拿破崙三世，這個企圖讓法國人普遍對義大利統一產生同情，同時也大大影響了拿破崙三世本人，讓他最後決定幫助皮埃蒙特去對抗奧地利，以平息義大利內部試圖發動革命的運動與氣氛。拿破崙三世和加富爾在普隆比耶尔秘密會面後，簽訂了共同對奧戰爭的密盟條約：法國會在薩丁尼亞-皮埃蒙特王國受奧國攻擊時予以協助，但薩丁尼亞-皮埃蒙特王國需以尼斯和薩伏依兩地做為交換。這項密盟對雙方都有其好處：一方面幫助薩國統一義大利半島的計畫（並由薩伏依王朝統治），另一方面也能削弱法國的勁敵奧地利。
由於法國只有在奧國先發動攻擊的情形下才會給予援助，加富爾只得利用一連串邊境的軍事調度來挑釁奧國。這讓奧國在1859年4月23日下了最後通牒：命令薩國停止一切的軍事動員，然而薩國並不予理會，奧地利因此於4月29日向薩國宣戰，從而將法國捲入了戰爭當中。

## 兵力

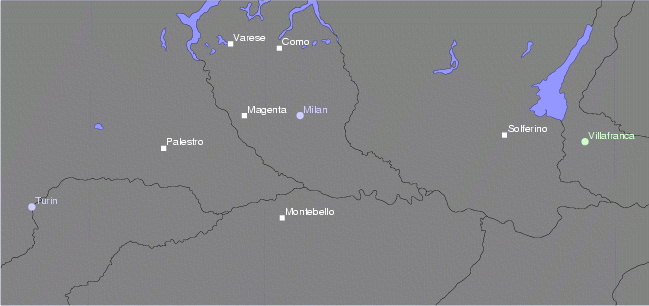
1859年薩奧戰爭幾場主要戰役發生地

參與義大利戰爭的法軍占了全軍的一半以上，下轄17萬名士兵、2千名騎兵以及312門火砲。法軍總指揮是拿破崙三世，全軍區分為五個軍團：第一軍團由阿希爾·巴拉傑·迪里埃指揮，第二軍團由帕特里斯·麥克馬洪指揮，第三軍團由弗朗索瓦-塞爾坦·康羅貝爾指揮，第四軍團由阿道夫·尼埃爾指揮，第五軍團由拿破崙親王指揮，而帝國近衛隊則由奧古斯特·雷尼奧·德·聖讓當熱利指揮。
薩軍擁有7萬名士兵、4千名騎兵以及90門火砲，全軍下轄5個師，分別由卡斯泰尔布鲁戈（Castelbrugo）、曼弗雷多·凡蒂、喬瓦尼·杜蘭多、恩里科·西亞爾迪尼和多梅尼科·庫基亞里指揮。阿爾卑斯兵團及亞平寧兩個志願兵團亦參與其中。總指揮為維托里奧·埃馬努埃萊二世，參謀為阿方索·费雷罗·拉马尔莫拉。
奧軍在人數上較多，下轄22萬名部隊、824門火砲及2萬2千名騎兵，並由久洛伊·费伦茨元帥指揮。

## 行動

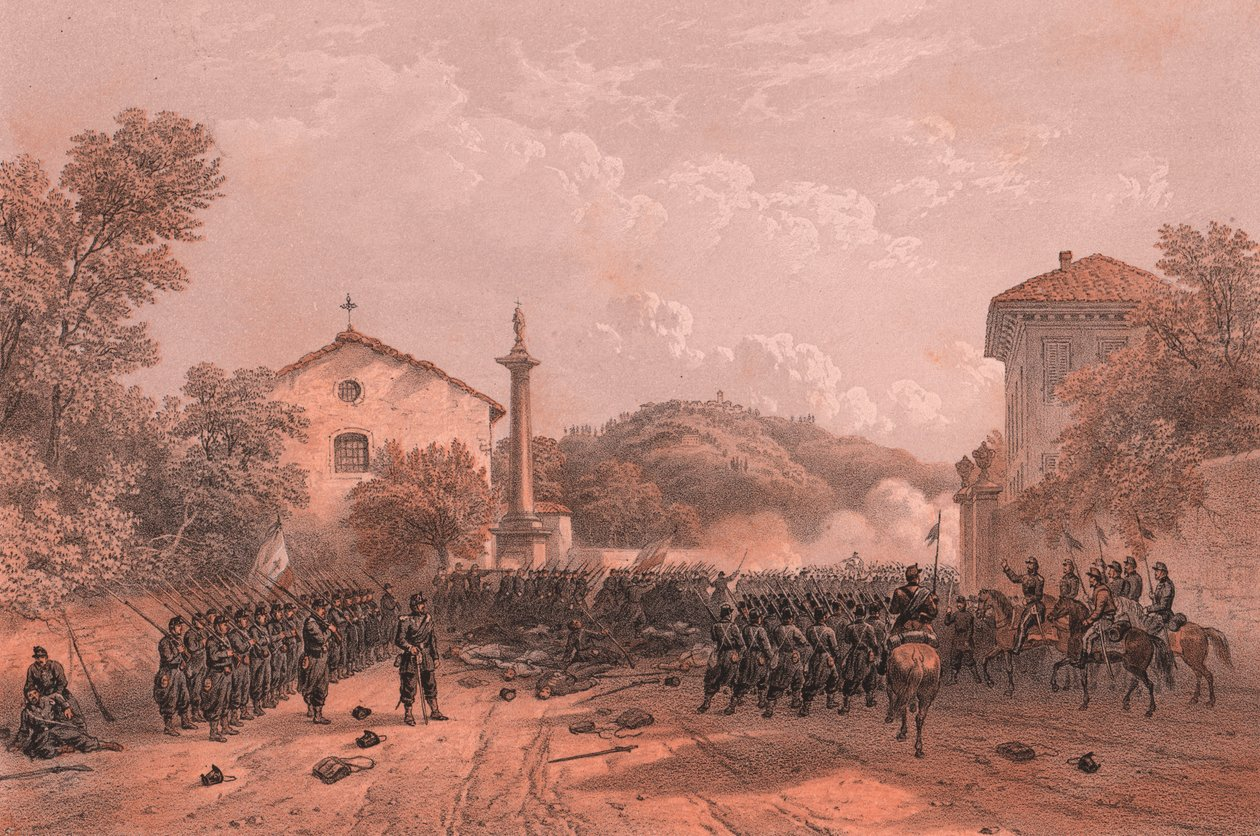
朱塞佩·加里波第在瓦雷澤戰役中率領軍隊

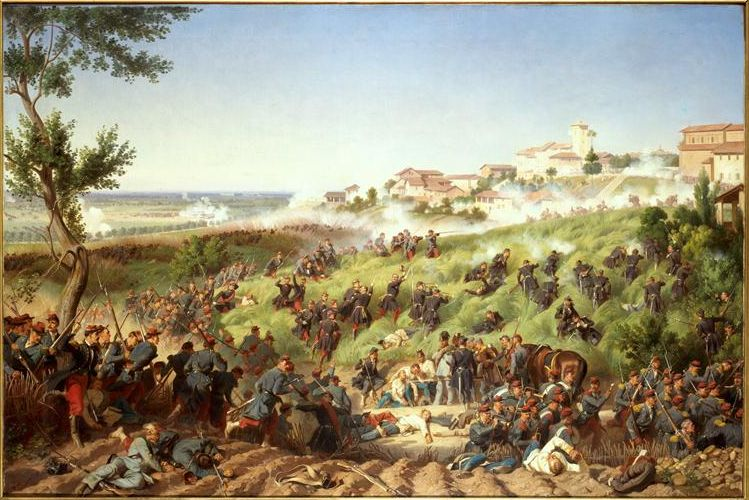
蒙泰貝洛戰役

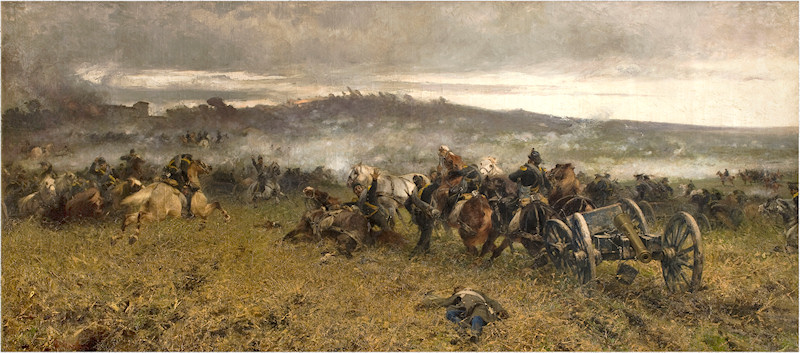
聖馬提諾戰役

開戰之初，義大利上並無任何法軍的駐紮，因此康羅貝爾元帥率軍透過軍事鐵路進入皮埃蒙特。奧軍指望在法軍進入皮埃蒙特前，能夠橫掃脆弱的薩軍以獲得勝利。然而倫巴底的奧軍指揮官久洛伊伯爵過於謹慎，在提契諾河附近漫無目的的行軍一陣子後，才下定決心渡河發動攻勢。不幸的是，在他決定渡河時卻下起了大雨，這讓薩軍有機會以淹沒部地區的方式阻礙他們行軍，大大減緩了奧軍進軍速度。
雖然奧軍在久洛伊的帶領下最終仍攻抵韋爾切利，並威脅到都靈，但法薩聯軍卻進逼亞歷山德里亞，且卡薩萊蒙費拉托的波河旅團也逼退了奧軍。5月14日，拿破崙三世來到亞歷山德里亞，接掌了聯軍的指揮權。這場戰爭最初的戰鬥發生於5月20日的蒙泰貝洛，交戰雙方為史打狄昂（Stadion）率領的奧軍軍團及法軍第一軍團的其中一個師（由福雷率領）。奧軍兵力雖然三倍於敵，卻還是讓法軍取得了勝利，這使得久洛伊又更加的謹慎。六月初，久洛伊推進到馬真塔的鐵路中心，讓他的部隊分散各地。拿破崙三世派出部分軍隊進攻提契諾河，同時命其他大部分軍力包抄奧軍北側。拿破崙三世的計畫相當成功，迫使久洛伊只得率軍東撤倫巴底的四角防線，不久後久洛伊也在那裏被解除了指揮權。
隨後皇帝法蘭茲·約瑟夫一世接掌了奧軍的指揮權，他計畫堅守牢固的明喬河防線，以及後方的奧國領土。法薩聯軍攻占米蘭後，他們繼續向東進攻，因為他們希望能在普魯士加入戰爭前就解決奧地利。奧軍隨後就發現聯軍停駐在布雷西亞，便決定他們要沿基耶塞河發動反擊。兩軍在索爾費里諾不期而遇，引發了一連串混亂的戰鬥。一個法軍軍團在梅多萊頂住了三個奧軍軍團一整天的進攻，不讓他們加入索爾費里諾的戰鬥。歷經一日的混戰後，法軍攻破了奧軍的防線，切割並包圍了路德維希·馮·貝內德克率領的奧地利第八軍團與奧軍主力，被迫在波佐倫戈抗擊部分薩軍的圍攻。雖然第八軍團逐退並戰勝了薩軍，但奧軍仍因為索爾費里諾的失利而被迫撤回四角防線。
於此同時，朱塞佩·加里波第率領的「阿爾卑斯志願兵團」在倫巴底北部的瓦雷澤和科莫接連擊敗奧軍。另外法薩聯軍組成的3000名海軍也征服了達爾馬提亞地區的茨雷斯島和洛希尼島。

## 和約
由於擔心德意志的邦國會捲入這場戰爭，拿破崙三世便想趕快從戰爭中脫身，所以他和奧地利在自由鎮簽訂了停戰協定。奧地利割讓給法國幾乎整個倫巴底（曼切華、萊尼亞戈兩要塞群及其附近區域除外），隨後法國也將這些領土轉交給薩丁尼亞王國。在戰爭初期遭到革命軍驅逐的中義大利統治者，也在此時恢復統治地位。
拿破崙三世背著盟友簽訂這條和約的行為激怒了薩丁尼亞王國，加富爾本人甚至以辭職做為抗議。雖然自由鎮停戰協定的內容在11月的蘇黎世條約得到再確認，但卻從未生效施行。薩國占領了中義大利聯合省，不願恢復中義大利原先統治者的權利，讓法國也無意強迫他們遵守協定內容。奧地利眼睜睜看著法國無力執行協定內容，也只能失望的離開了。雖然奧地利在1849年時成功鎮壓解放運動，一度成為歐洲的列強，但在這場戰爭後已完全的扭轉，同時奧地利對義大利的影響力也日趨薄弱。 
隔年（1860年），在英法兩國的默許下，薩丁尼亞王國併吞了中義大利的幾個邦國：帕爾馬公國、摩德納和雷焦公國、托斯卡納大公國及教皇國。同時法國也取得其薩伏依與尼斯做為補償。這樣的割讓讓義大利的民族英雄加里波底相當震怒（因為他是尼斯人），他本來想奪回尼斯，但隨後轉往遠征西西里，最終促成了義大利的統一。

## 1859年時間線
- 5月20日，法薩聯軍在蒙泰貝洛擊敗了奧軍，迫使後者撤退。
- 5月26日，朱塞佩·加里波第率領的「阿爾卑斯志願兵團（英语：Hunters of the Alps）」在瓦雷澤與卡爾·巴龍·烏爾班（Carl Baron Urban）元帥率領的奧軍交戰
- 5月27日，阿爾卑斯志願兵團（英语：Hunters of the Alps）在聖費爾莫（英语：Battle of San Fermo）擊敗了烏爾班的奧軍，攻入科莫
- 5月30日，法薩聯軍在帕萊斯特羅戰役（英语：Battle of Palestro）中擊敗了奧軍。
- 6月4日，法軍在馬真塔戰役中再次擊敗了奧軍。
- 6月11日，摩德纳公爵弗朗切斯科五世出逃，14日其政府被推翻。
- 6月21日/6月24日，法薩聯軍在拿破崙三世的帶領下在索爾費里諾戰役中擊敗了由法蘭茲·約瑟夫一世率領的奧軍。這激發了亨利·杜南去創建紅十字會。
- 7月11日，法蘭茲·約瑟夫一世由於面對匈牙利的革命壓力，他與拿破崙三世在自由鎮會晤並簽訂了停戰協定。